# Hägerstens församling
Hägerstens församling är en församling i Brännkyrka kontrakt i Stockholms stift. Församlingen ligger i Söderort i Stockholms kommun i Stockholms län.

## Administrativ historik
Församlingen bildades 1957 genom en utbrytning ur Brännkyrka församling. Mellan 1963 och 1969 var församlingen uppdelad på två kyrkobokföringsdistrikt: Hägerstens östra kbfd (018032) och Hägerstens västra kbfd (018033). 1969 utbröts Skärholmens församling.
Församlingen har utgjort och utgör ett eget pastorat. 2014 gjordes vissa mindre gränsjusteringar mot Brännkyrka församling.

## Areal
Hägerstens församling omfattade den 1 november 1975 (enligt indelningen 1 januari 1976) en areal av 13,1 kvadratkilometer, varav 10,8 kvadratkilometer land.

## Kyrkor
- Gröndals kyrka
- Mälarhöjdens kyrka
- Uppenbarelsekyrkan
- Kvarterskyrkan på kajen
- Sankt Sigfrids kyrka

## Series pastorum
- –2008 Hans-Cristian Nyström
- 2008–2017 (?) Eva-Britt Löf Hansson.
- 2017–2019 Gunnar Olofsgård, tillförordnad
- 2019– Christofer Wilson (tillträde 1 maj 2019)

## Organister
| Ämbetstid | Namn                      | Levnadstid | Övrigt    |
| --------- | ------------------------- | ---------- | --------- |
| 1963–1964 | Nils Håkan Gunnar Nilsson | 1927–      | Organist. |